# ProTell

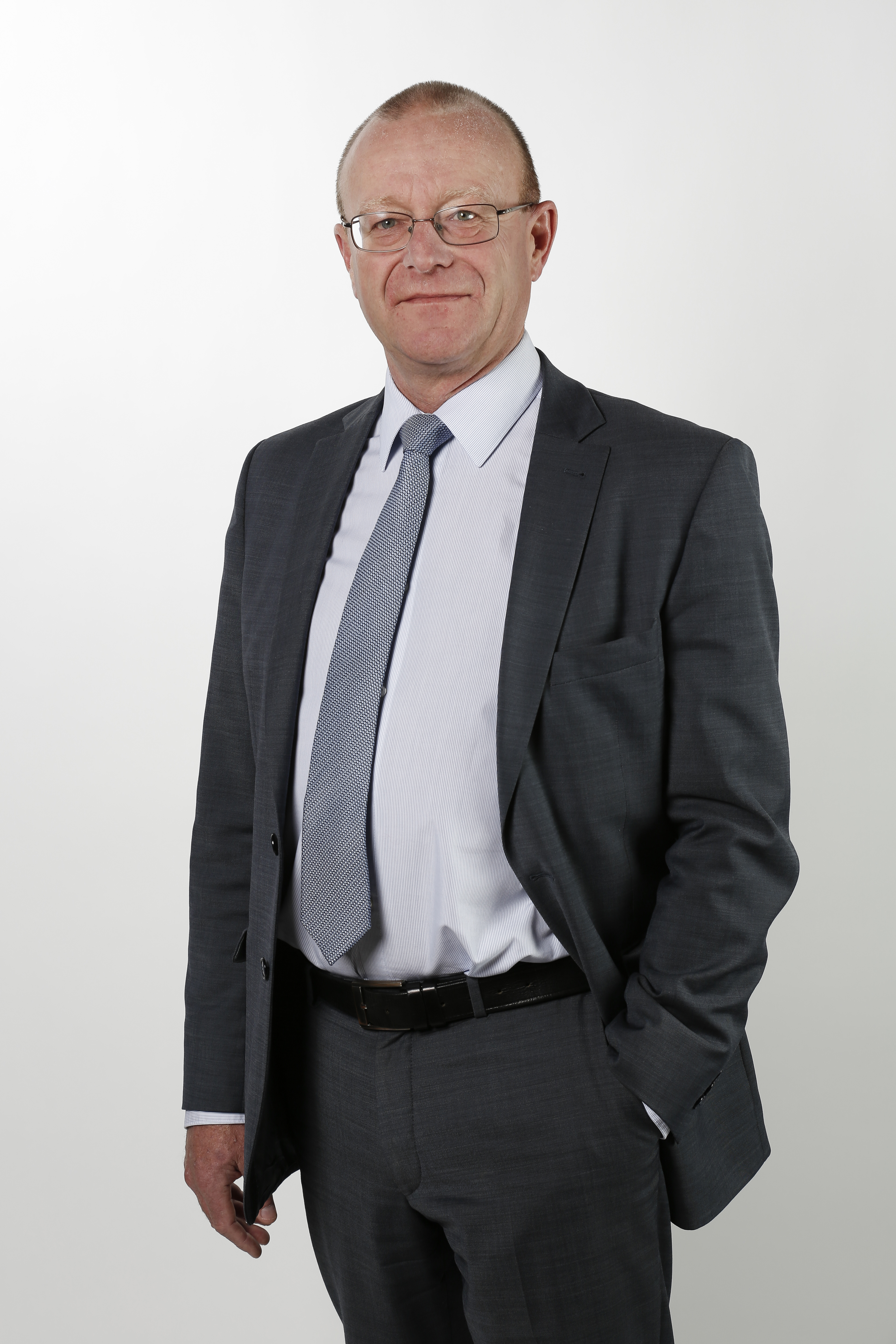
Le président de PROTELL, le conseiller national Jean-Luc Addor

PROTELL est une association sans but lucratif militant pour un droit de port et possession d'arme à feu libéral en Suisse fondée en 1978.

## Description
La Suisse a une longue tradition de possession civile d'armes et de tir à la cible, remontant probablement à la création de la Confédération des III cantons en 1291. Le nom de l'association est inspiré du personnage légendaire de Guillaume Tell, qui tira avec son arbalète la pomme se trouvant posée sur la tête de son fils.

## Historique
L'association fut créée en 1978 avec le but de défendre le droit des citoyens d'acquérir et de posséder des armes à feu ainsi que de pouvoir pratiquer le tir sportif. En ce regard, PROTELL est opposé à toutes restriction de la loi sur les armes.
En 2011, PROTELL est l'un des principaux opposants de l'initiative populaire du parti socialiste et du Groupe pour une Suisse sans armée « Pour la protection face à la violence des armes ». L'initiative fut rejetée par la majorité des votants et des cantons.
À la fin 2015, l'association compte 8 354 membres.

### AG extraordinaire et nouveau comité en 2017
À la suite de divergences sur la gouvernance au sein du comité de l'association,, une assemblée générale extraordinaire est décidée et tenue le 17 juin 2017. Lors de celle-ci, le comité exécutif est entièrement renouvelé. À sa tête sont élus l'ancien brigadier Hans-Peter Wüthrich en tant que président, le conseiller national UDC Jean-Luc Addor à la place de vice-président et Robin Udry, ancien coprésident du PDC Savièse, comme secrétaire général. Le comité est composé d'Ulrich Stoller, responsables Événements et partenariats (all), d'Alex Comment, Événements et partenariats (f), de Marc-Henri Bujès, trésorier, de Marc Heim, Relations internationales. Me Robert Desax, responsable juridique est désigné à l'unanimité par l'AG du 28 octobre 2017.  
Lors du deuxième rapport du nouveau comité, celui-ci a annoncé que le nombre des 10 000 membres a été dépassé, puis lors de l'assemblée générale extraordinaire du 28 octobre de la même année, le chiffre de 11 000 membres avait été annoncé. Le 25 février 2018, le comité accepte avec regret la démission du président Wühtrich et mentionne que sous la direction de ce dernier l'association a franchi les 12 000 membres.

### 40eanniversaire de PROTELL
Le 14 avril 2018, PROTELL tient sa 40e assemblée générale en présence du conseiller fédéral Guy Parmelin, chef du DDPS. À cette occasion, l'ancien conseiller national Willy Pfund, président de PROTELL de 2002 à 2016, est nommé président d'honneur de la société et se voit remettre ainsi un diplôme et un fusil d'infanterie 1889. À l'occasion de cette AG, le comité annonce une progression de son sociétariat de 44 % depuis la reprise des activités par le nouveau comité en juin 2017, soit un effectif de 12 500 membres à la date de l'assemblée générale. En date du 1er août 2018, PROTELL annonce avoir enregistré son 13 000e sociétaire.

### Référendum contre la directive UE sur les armes
PROTELL rejoint le comité référendaire contre la directive UE sur les armes au sein de la CIT-S (communauté d'intérêts du tir suisse) où elle milite activement en lançant des actions de terrain pour la récolte des signatures. Le 17 janvier 2019, le comité référendaire dépose 125'499 signatures à la Chancellerie fédérale et le 25 février 2019, le comité lance la campagne pour le NON à la directive européenne sur les armes.
Le OUI l'emporte in fine le 19 mai 2019.

## Présidents
- 1978-1998: Hans-Peter Baumann †
- 1998-2002: Hansruedi Sollberger
- 2002-2016: Willy Pfund †
- 2016-2018: Hans-Peter Wüthrich
- 2018-2021: Jean-Luc Addor (ad interim)
- 2021-en cours: Jean-Luc Addor[9]